# Liste de films tournés dans le département d'Ille-et-Vilaine
Un certain nombre d'œuvres cinématographiques et télévisuelles ont été tournés dans le département d'Ille-et-Vilaine.
Voici une liste à compléter de films, téléfilms, feuilletons télévisés, films documentaires… tournés dans le département d'Ille-et-Vilaine, classés par commune et lieu de tournage et date de diffusion. 
- Haut – A
- B
- C
- D
- E
- F
- G
- H
- I
- J
- K
- L
- M
- N
- O
- P
- Q
- R
- S
- T
- U
- V
- W
- X
- Y
- Z

## A
- Haut – A
- B
- C
- D
- E
- F
- G
- H
- I
- J
- K
- L
- M
- N
- O
- P
- Q
- R
- S
- T
- U
- V
- W
- X
- Y
- Z

## B
- Bazouges-sous-Hédé
  - 1991 : Loulou Graffiti de Christian Lejalé

- Bourgbarré
  - 	2015 : Les Chaises musicales de Marie Belhomme

- Broualan
  - 1983 : Dorothée, danseuse de corde  téléfilm de Jacques Fansten (Château de Landal)

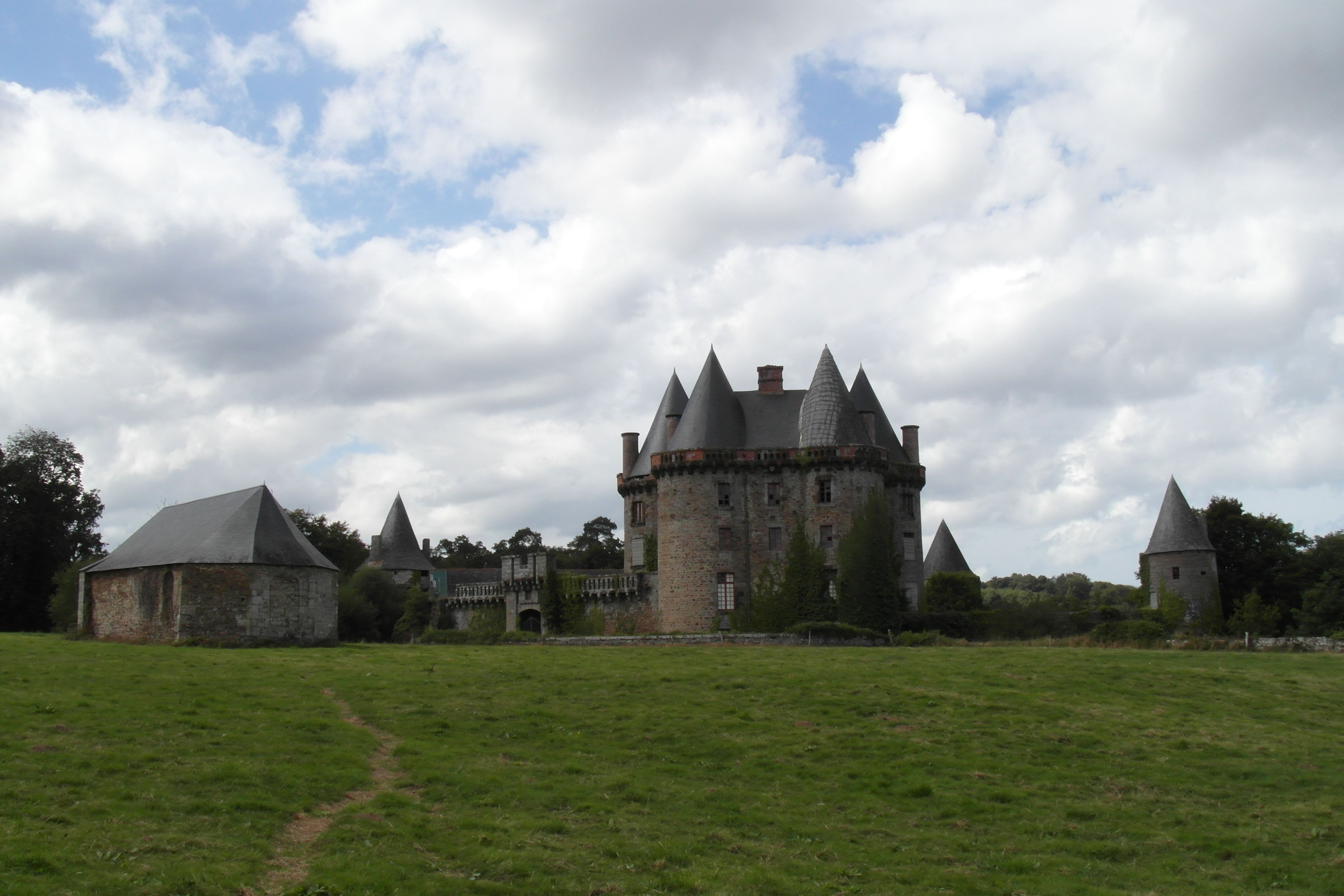
Le château de Landal à Broualan

- Haut – A
- B
- C
- D
- E
- F
- G
- H
- I
- J
- K
- L
- M
- N
- O
- P
- Q
- R
- S
- T
- U
- V
- W
- X
- Y
- Z

## C
- Cancale
  - 1946 : Le Bateau à soupe de Maurice Gleize[1]
  - 2000 : Meilleur Espoir féminin de Gérard Jugnot
  - 2002 : Hôpital souterrain téléfilm de Serge Meynard
  - 2003 : Monsieur N. de Antoine de Caunes
  - 2021 : Gloria série télévisée de Julien Colonna

- Combourg
  - 1948 : Combourg, visages de pierre court-métrage documentaire de Jacques de Casembroot
  - 2009 : Chateaubriand téléfilm de Pierre Aknine
  - 2017 : C'est beau la vie quand on y pense de Gérard Jugnot
  - 2021 : Meurtres au Mont Saint-Michel téléfilm de Marie-Hélène Copti
  - 2024 : Sur la dalle téléfilm de Josée Dayan

- Haut – A
- B
- C
- D
- E
- F
- G
- H
- I
- J
- K
- L
- M
- N
- O
- P
- Q
- R
- S
- T
- U
- V
- W
- X
- Y
- Z

## D
- Dinard
  - 1986 : Inspecteur Lavardin de Claude Chabrol
  - 1996 : Conte d'été d'Éric Rohmer
  - 2002 : Quelqu'un de bien de Patrick Timsit
  - 2007 : L'Heure zéro de Pascal Thomas
  - 2009 : Le Bel Âge de Laurent Perreau
  - 2011 : Des vents contraires de Jalil Lespert

- Dol-de-Bretagne
  - 1947 : Les Chouans de Henri Calef

- Haut – A
- B
- C
- D
- E
- F
- G
- H
- I
- J
- K
- L
- M
- N
- O
- P
- Q
- R
- S
- T
- U
- V
- W
- X
- Y
- Z

## E
- Ercé-près-Liffré
  - 	2015 : Les Chaises musicales de Marie Belhomme

## F
- Fougères
  - 1929 : Ces dames aux chapeaux verts de André Berthomieu

- Haut – A
- B
- C
- D
- E
- F
- G
- H
- I
- J
- K
- L
- M
- N
- O
- P
- Q
- R
- S
- T
- U
- V
- W
- X
- Y
- Z

## G
- Guichen
  - 1991 : Loulou Graffiti de Christian Lejalé

- Haut – A
- B
- C
- D
- E
- F
- G
- H
- I
- J
- K
- L
- M
- N
- O
- P
- Q
- R
- S
- T
- U
- V
- W
- X
- Y
- Z

## L
- Lanhélin
  - 2012 : Nos plus belles vacances de Philippe Lellouche[2]

- Haut – A
- B
- C
- D
- E
- F
- G
- H
- I
- J
- K
- L
- M
- N
- O
- P
- Q
- R
- S
- T
- U
- V
- W
- X
- Y
- Z

## P
- Paimpont
  - 1979 : Tess de Roman Polanski[3]

- Haut – A
- B
- C
- D
- E
- F
- G
- H
- I
- J
- K
- L
- M
- N
- O
- P
- Q
- R
- S
- T
- U
- V
- W
- X
- Y
- Z

## R
- Rennes
  - 1969 : Du soleil plein les yeux de Michel Boisrond
  - 1991 : Loulou Graffiti de Christian Lejalé
  - 2009 : D'une seule voix de Xavier de Lauzanne
  - 2009 : Les Beaux Gosses de Riad Sattouf
  - 2012 : Nos plus belles vacances de Philippe Lellouche[2]
  - 2013 : Les Lendemains de Bénédicte Pagnot
  - 2014 : Qui vive de Marianne Tardieu
  - 	2015 : Les Chaises musicales de Marie Belhomme
  - 2015 : Suite armoricaine de Pascale Breton
  - 2018 : Plaire, aimer et courir vite de Christophe Honoré

- Haut – A
- B
- C
- D
- E
- F
- G
- H
- I
- J
- K
- L
- M
- N
- O
- P
- Q
- R
- S
- T
- U
- V
- W
- X
- Y
- Z

## S
- Saint-Coulomb
  - 1998 : Armageddon  de Michael Bay.

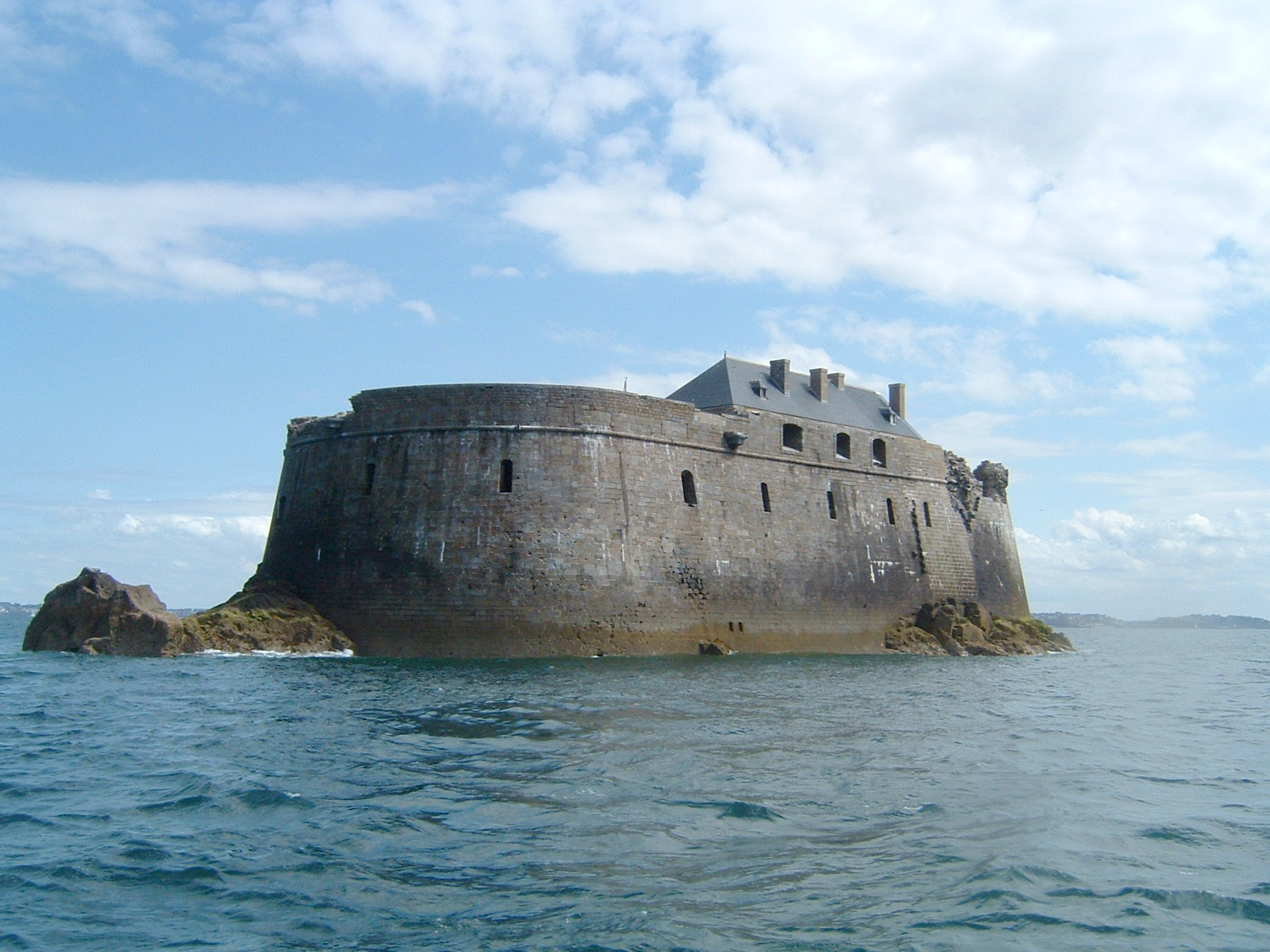
Le Fort de la Conchée à Saint-Malo

  - 2012 : Nos plus belles vacances de Philippe Lellouche[2]

- Saint-Lunaire
  - 1996 : Conte d'été d'Éric Rohmer

- Saint-Malo
  - 1946 : Le Bateau à soupe de Maurice Gleize[1]
  - 1947 : Cargaison clandestine d'Alfred Rode
  - 1969 : Queimada de Gillo Pontecorvo
  - 1995 : La Cérémonie de Claude Chabrol
  - 1996 : Conte d'été d'Éric Rohmer
  - 1999 : Au cœur du mensonge de Claude Chabrol
  - 2001 : Le Vélo de Ghislain Lambert de Philippe Harel
  - 2003 : Monsieur N. de Antoine de Caunes (Fort de la Conchée)
  - 2008-2018 : Nicolas Le Floch série télévisée de Jean-François Parot[4]
  - 2009 : London River de Rachid Bouchareb
  - 2009 : Le code a changé de Danièle Thompson
  - 2011 : Des vents contraires de Jalil Lespert
  - 2011 : L'Épervier série télévisée de Stéphane Clavier
  - 2012 : Meurtres à Saint-Malo téléfilm de la Collection Meurtres à..., de Lionel Bailliu
  - 2014 : Jamais le premier soir de Mélissa Drigeard
  - 2014 : Tout est permis de Coline Serreau[5]
  - 2021 : Gloria série télévisée de Julien Colonna
  - 2023 : Les Trois Mousquetaires : D'Artagnan de  Martin Bourboulon
  - 2023 : Les Trois Mousquetaires : Milady de  Martin Bourboulon (Fort National)

- Saint-Pierre-de-Plesguen
  - 2012 : Nos plus belles vacances de Philippe Lellouche[2]

- Saint-Suliac
  - 2017 : C'est beau la vie quand on y pense de Gérard Jugnot

- Haut – A
- B
- C
- D
- E
- F
- G
- H
- I
- J
- K
- L
- M
- N
- O
- P
- Q
- R
- S
- T
- U
- V
- W
- X
- Y
- Z

## T
- Tressé
  - 2000 : Meilleur Espoir féminin de Gérard Jugnot
  - 2017 : C'est beau la vie quand on y pense de Gérard Jugnot

- Haut – A
- B
- C
- D
- E
- F
- G
- H
- I
- J
- K
- L
- M
- N
- O
- P
- Q
- R
- S
- T
- U
- V
- W
- X
- Y
- Z

## V
- Vezin-le-Coquet
  - 2020 : Felicità de Bruno Merle

- Vitré
  - 1961 : Le Miracle des loups d'André Hunebelle
  - 2000 : Meilleur Espoir féminin de Gérard Jugnot
  - 2002 : Le Champ Dolent d'Hervé Baslé
  - 2017 : Des plans sur la comète de Guilhem Amesland

- Haut – A
- B
- C
- D
- E
- F
- G
- H
- I
- J
- K
- L
- M
- N
- O
- P
- Q
- R
- S
- T
- U
- V
- W
- X
- Y
- Z